# 수목학

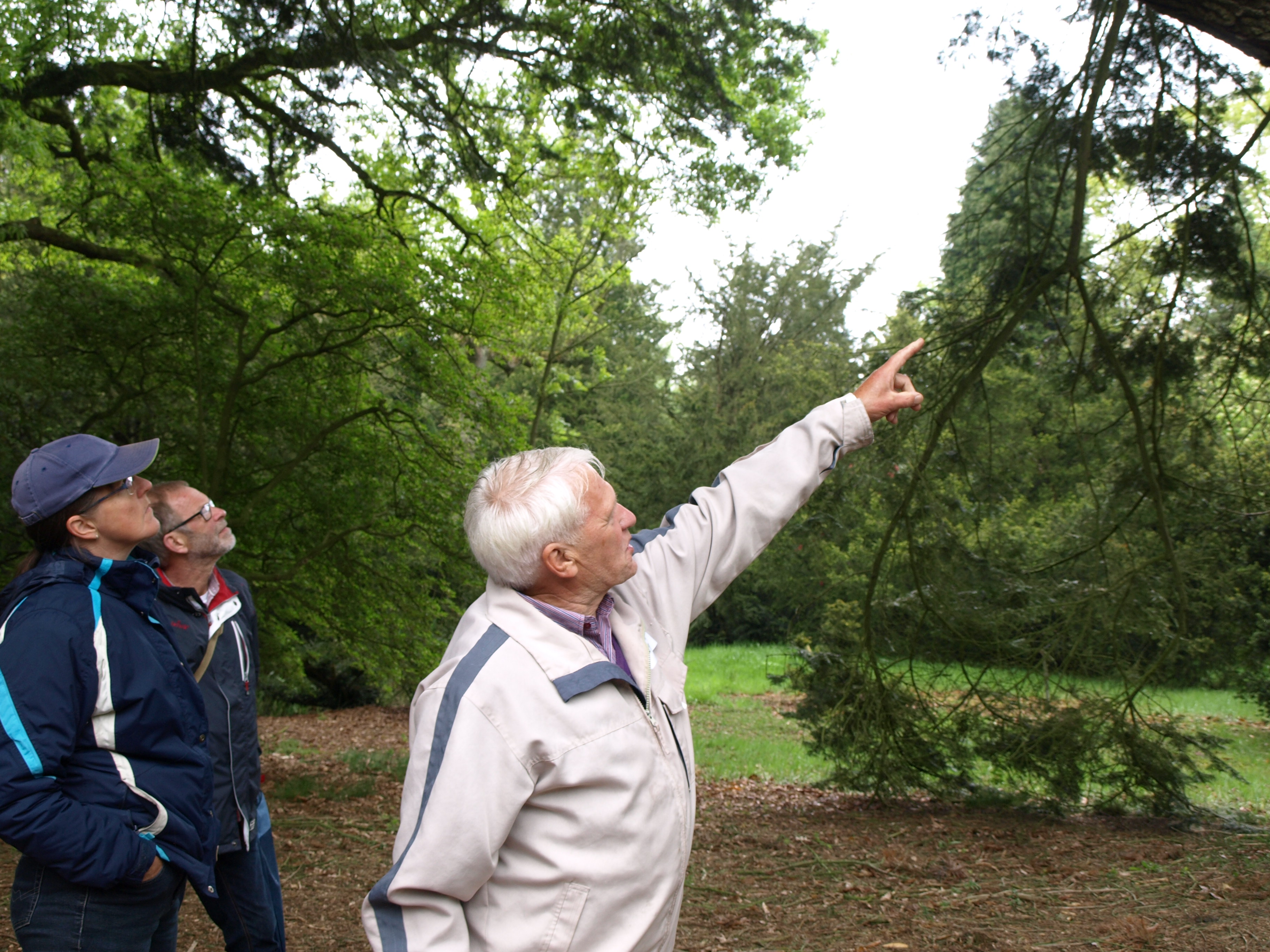
네덜란드의 수목학자 핏 더 용이 나무를 조사하고 있다.

수목학(樹木學)은 나무, 관목, 덩굴 식물 등의 나무 식물을 연구하는 학문 분야이다.
수목학은 종종 식물학과 혼동되나, 식물학은 일반적인 모든 종류의 식물을 다루는 학문인 반면 수목학은 나무 식물만을 대상으로 한다.

## 같이 보기
- 연륜연대학
- 임학